# Булліт (майбутній фільм)
«Булліт» (англ. Bullitt) — майбутній фільм режисера Стівена Спілберга, ремейк однойменної кінокартини 1968 Пітера Йейтса. Головну роль у ньому зіграє Бредлі Купер. Робота над фільмом розпочалася у 2022 році.

## Сюжет
Фільм Спілберга є ремейком однойменної кінокартини 1968, знятої в жанрі поліцейського трилера. Його головний герой — поліцейський, який розслідує вбивство інформатора.

## У ролях
- Бредлі Купер — Френк Булліт

## Виробництво
Проект було анонсовано у листопаді 2022 року. Сценаристом став Джош Сінгер, головну роль отримав Бредлі Купер. Серед продюсерів фільму Чад Маккуїн та його дочка Моллі (син і онука Стіва Маккуїна, який зіграв головну роль у «Булліті» 1968 року), а також сам Спілберг, Бредлі Купер та Крісті Макоско Крігер.